# Единецкая и Бричанская епархия
Е́динецкая и Брича́нская епархия (рум. Eparhia de Edineţ şi Briceni) — епархия Русской православной церкви с центром в городе Единец, входящая в состав Православной церкви Молдовы. Объединяет приходы и монастыри на территории Единецкого, Бричанского, Окницкого и Дондюшанского районов Молдавии. Кафедральный собор — Васильевский (Единец), Доримедонтовский (Единец, строится).  Епархия разделена на 5 благочиннических округов.

## История
Епархия была образована постановлением Священного Синода Русской Православной Церкви от 6 октября 1998 года.
23 сентября 2010 года Священный Синод Молдавской Церкви постановил перевести из состава Единецкой епархии в ведение Кишинёвской 7 приходов Рышканского района и Рудянский монастырь.

## Епископы
- Доримедонт (Чекан) (8 ноября 1998 — 31 декабря 2006)
- Владимир (Кантарян) (31 декабря 2006 — 26 декабря 2010) в/у, митр. Кишиневский
- Никодим (Вулпе) (с 26 декабря 2010)

## Благочинные округа
- Бричанский
- Единецкий и Рышканский
- Дондюшанский
- Окницкий